# Carthagena (Ohio)
Carthagena  é uma comunidade não registada em Mercer County, Ohio, Estados Unidos . Tem uma altitude de 227 m e está localizado em 40° 26′ 12″ N, 84° 33′ 36″ O.

## História

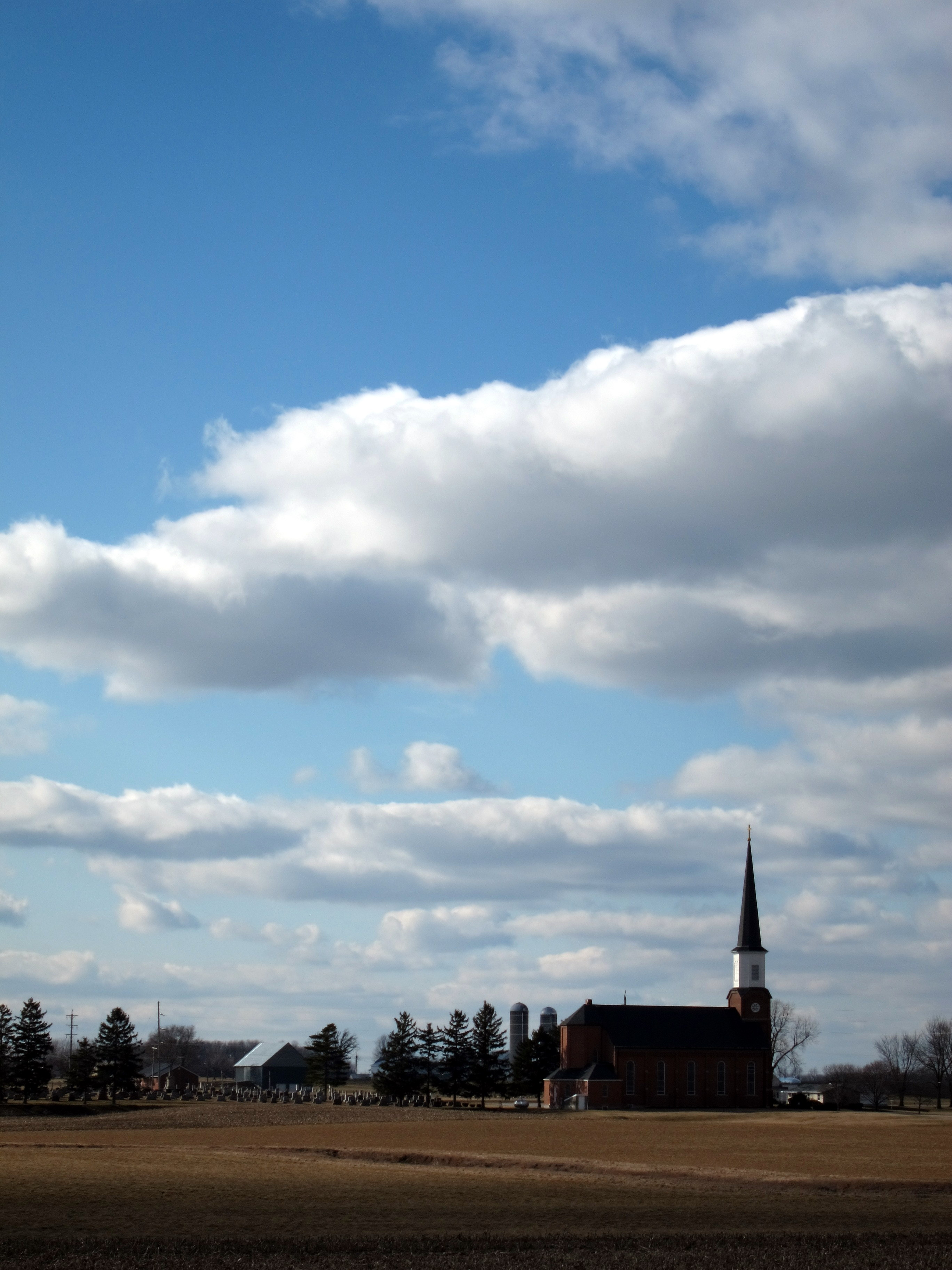
Igreja de São Luís em Cartagena

Cartagena foi construída em 1840. É nomeado após Cartagena, uma cidade no sudeste da Espanha . A vila foi iniciada por Charles Moore do Condado de Harrison, Kentucky, na mesma época em que o Condado de Mercer foi estabelecido. Charles Moore era um homem negro e possuía 160 acres de terra em Cartagena. Os negros viveram em Cartagena por mais de 100 anos, o último membro conhecido da comunidade negra em Cartagena foi Albert Bowles que morreu em 1957 e está enterrado no cemitério negro de lá. O terreno onde ficava uma escola negra (Instituto Emlen) foi comprado pelos Missionários do Precioso Sangue (CPPS) por US$ 4.500 em 14 de março de 1861. Um seminário foi construído e denominado "Seminário St. Charles". O Centro St. Charles tem sido operado pelos Missionários do Precioso Sangue desde então.